# Junichi Inamoto
Junichi Inamoto (稲本 潤一), född 18 september 1979 i Yūsui, Kagoshima prefektur i Japan, är en japansk fotbollsspelare som för närvarande spelar för SC Sagamihara i japanska J3 League. Han har även spelat för det japanska landslaget.